# Армстронг, Джесси
Дже́сси А́рмстронг (англ. Jesse Armstrong; род. 13 декабря 1970, Озуэстри, Англия) — британский автор, сценарист и продюсер. Его известной работой является телесериал «Пип-шоу» (2003—2015), за который он получил множество наград и номинаций.
За время своей карьеры Армстронг был номинирован на «Оскар» и BAFTA за сценарий к фильму «В петле» (2009), а также получил три премии «Эмми» за лучший сценарий драматического телесериала за работу над «Наследниками» (2018—2023).

## Ранняя жизнь
Армстронг родился в Озуэстри, Шропшире. Там он посещал образовательную школу, прежде чем начать учёбу в Манчестерском университете, где он встретил своего партнёра-сценариста Сэма Бэйна. Прежде чем писать сценарии для комедий в конце 1990-х гг., Армстронг работал в качестве исследователя для члена парламента от лейбористов Дага Хендерсона.

## Карьера

### Сотрудничество с Сэмом Бэйном
В начале своей карьеры, Армстронг и Бэйн писали сценарии для скетч-шоу канала Channel 4 «Smack the Pony» и для детских шоу «Нос королевы» и «Мои родители — пришельцы». Затем они создали «Пип-шоу», ситком BBC One «Старые перцы», и сериалы Channel 4 «Свежее мясо» и «Вавилон». Они также писали сценарии для скетч-шоу Radio Four «Вот как звучат Митчелл и Уэбб», с участием двух основных актёров «Пип-шоу» Дэвида Митчелла и Роберта Уэбба, а также для адаптации от BBC Two «Вот как выглядят Митчелл и Уэбб». «Пип-шоу» получило несколько наград, включая премию BAFTA за лучший ситком в 2008 году.
На сегодняшний день Армстронг и Бэйн написали сценарии к двум фильмам — комедии «Фокусники» (2007) и сатире о терроризме «Четыре льва» (2010), вместе с Крисом Моррисом.
Армстронг и Бэйн получили премию Гильдии сценаристов Великобритании на церемонии вручении наград в 2010 году. В 2012 году Армстронг и Бэйн были включены в список журнала киноиндустрии «Горячая 100», где отмечены самые успешные люди на британском телевидении.
В 2012 году Армстронг и Бэйн написали сценарий к комедийному пилоту Channel 4 «Плохой сахар», пародии на мыльные оперы в стиле «Династии», где главные роли исполнили Оливия Колман, Джулия Дэвис и Шэрон Хорган, каждая из которых была соавтором шоу.
В 2014 году Армстронг, вместе с Дэнни Бойлом, Робертом Джонсом и Сэмом Бэйном, создали комедийно-драматический сериал Channel 4 «Вавилон». Армстронг написал сценарии к первому и последнему из 6 эпизодов, а также написал сценарий к пилоту вместе с Сэмом Бэйном.

### Прочие работы
Наряду с Армандо Ианнуччи, Саймоном Блэкуэллом и Тони Рошем, Армстронг написал сценарии к первым трём сезонам комедийного сериала BBC Four «Гуща событий» и к его спин-оффу, В петле (2009). «В петле» был номинирован на премию «Оскар» за лучший адаптированный сценарий в 2009 году и он получил награду как лучший британский сценарий на церемонии премии Вечерний стандарт британского кино в 2009 году. Вместе со сценарной командой «Гущи событий», Армстронг написал сценарий к одном эпизоду первого сезона комедийного сериала HBO «Вице-президент», действие которого разворачивается в офисе американского вице-президента.
В преддверии всеобщих выборов в Великобритании 2010 года, Армстронг написал колонку в «The Guardian»: «Брифинг Малкольма Такера — как продиктовано Джесси Армстронгом». Ранее он написал аналогичную колонку для «New Statesman» под названием «Тактический брифинг».
В 2010 году получил внимание ныне неспродюсированный сценарий Армстронга «Мёрдок», драма, где Руперт Мёрдок и его семья спорят по поводу того, кто должен контролировать его компанию. Внимание сценарий получил после того, как он появился в Чёрном списке лучших сценариев, где присутствуют неэкранизированные сценарии, которые нравятся деятелям голливудской киноиндустрии. После скандала с телефонным взломом в 2011 году, связанного с газетами, принадлежащим Мёрдоку, ходили слухи, что Channel 4 разрабатывает сценарий, но Армстронг опроверг эти заявления.
Армстронг, по сообщениям, разрабатывает байопик о стратеге Республиканской партии Ли Этуотере, вместе с Крисом Хенчи и Адамом Маккеем.
В октябре 2011 года сообщалось, что Армстронг пишет сценарий для экранизации книги Ричарда Дилелло «Самая длинная коктейльная вечеринка», посвящённой основанию звукозаписывающей компании группы «The Beatles» Apple Records и записи их последнего альбома, «Let It Be», и режиссёром должен был стать Майкл Уинтерботтом. В феврале 2016 года сообщалось, что Уинтерботтом покинул проект и будущее фильма теперь неопределённо.
Армстронг написал сценарий к одному эпизоду сериала-антологии Чарли Брукера «Чёрное зеркало». С тех пор Роберт Дауни-мл. купил права на адаптацию сценария для полнометражного фильма.
Первый роман Армстронга, «Любовь, секс и другие внешнеполитические цели», был выпущен в апреле 2015 года.
В 2018 году HBO создало американский драматический сериал Армстронга, «Наследники», где исполнительными продюсерами стали Адам Маккей и Уилл Феррелл.

## Фильмография

### Фильмы
| Название                 | Год  | Указан как | Указан как | Указан как      | Примечания                                                  |
| Название                 | Год  | Режиссёр   | Сценарист  | Продюсер        | Примечания                                                  |
| ------------------------ | ---- | ---------- | ---------- | --------------- | ----------------------------------------------------------- |
| Фокусники                | 2007 |            | Да         | Ассоциированный | Вместе с Сэмом Бэйном                                       |
| В петле                  | 2009 |            | Да         |                 | Вместе с Саймоном Блэкуэллом, Армандо Ианнуччи и Тони Рошом |
| Четыре льва              | 2010 |            | Да         |                 | Вместе с Крисом Моррисом и Сэмом Бэйном                     |
| No Kaddish in Carmarthen | 2013 | Да         | Да         |                 | Короткометражный фильм                                      |
| Наступит день            | 2019 |            | Да         |                 | Вместе с Крисом Моррисом                                    |
| Под откос                | 2020 |            | Да         |                 | Вместе с Крисом Моррисом                                    |

### Телевидение
| Название                        | Год       | Указан как | Указан как | Указан как     | Указан как | Примечания                                              |
| Название                        | Год       | Режиссёр   | Сценарист  | Продюсер       | Другое     | Примечания                                              |
| ------------------------------- | --------- | ---------- | ---------- | -------------- | ---------- | ------------------------------------------------------- |
| Мои родители — пришельцы        | 2000      |            | Да         |                |            | Эпизод: «El Presidente»                                 |
| Женские шалости                 | 2000-2001 |            | Да         |                |            | Дополнительный материал                                 |
| 2DTV                            | 2001      |            | Да         |                |            |                                                         |
| Нос королевы                    | 2001-2003 |            | Да         |                |            | 6 эпизодов                                              |
| Откровенная дичь                | 2002      |            | Да         |                |            |                                                         |
| Эд Стоун мёртв                  | 2002      |            | Да         |                |            |                                                         |
| История Трейси Бикер            | 2003      |            | Да         |                |            | 2 эпизода                                               |
| Пип-шоу                         | 2003-2015 |            | Да         | Исполнительный | Да         | Создано с Эндрю О’Коннором и Сэмом Бэйном               |
| Гуща событий                    | 2005-2009 |            | Да         |                |            | 15 эпизодов                                             |
| Пуля агента тайной полиции      | 2006      |            | Да         |                |            |                                                         |
| Вот как выглядят Митчелл и Уэбб | 2006-2009 |            | Да         |                |            | 6 эпизодов                                              |
| Старые перцы                    | 2009-2010 |            | Да         | Исполнительный | Да         | Создано с Сэмом Бэйном                                  |
| Чёрное зеркало                  | 2011      |            | Да         |                |            | Эпизод: «The Entire History of You»                     |
| Свежее мясо                     | 2011-2016 |            | Да         | Исполнительный | Да         | Создано с Сэмом Бэйном                                  |
| Вице-президент                  | 2012      |            | Да         |                |            | Эпизод: «Tears»                                         |
| Плохой сахар                    | 2012      |            | Да         |                |            | Пилотный эпизод                                         |
| Вавилон                         | 2014      |            | Да         | Исполнительный | Да         | Создано с Дэнни Бойлом, Робертом Джонсом и Сэмом Бэйном |
| Явился                          | 2017      |            |            |                | Да         | Консультант истории                                     |
| Наследники                      | 2018—2023 |            | Да         | Исполнительный | Да         | Также создатель                                         |